# Гомзикова
Го́мзикова (рос. Гомзикова) — присілок у складі Талицького міського округу Свердловської області.
Населення — 44 особи (2010, 57 у 2002).
Національний склад станом на 2002 рік: росіяни — 100 %.